# Малиновка (Северный район, Новосибирская область)
Малиновка — деревня в Северном районе Новосибирской области России. Входит в состав Гражданцевского сельсовета.

## География
Площадь деревни — 29 гектаров.

## История
Основана в 1907 г. В 1928 г. состояла из 84 хозяйств, основное население — русские. В административном отношении входила в состав Гражданцевского сельсовета Ново-Троицкого района Барабинского округа Сибирского края.

## Население
| 2002 | 2007 | 2010 |
| ---- | ---- | ---- |
| 75   | ↘50  | ↘37  |

## Инфраструктура
В деревне по данным на 2007 год функционируют 1 учреждение здравоохранения и 1 учреждение образования.